# شیجو، جانگوآ
شیجو (چینی: 溪州鄉) یک منطقهٔ مسکونی در تایوان است که در شهرستان جانگوآ واقع شده‌است.
شیجو ۷۵٫۸۳ کیلومتر مربع مساحت و ۲۹٬۸۶۷ نفر جمعیت دارد.